# Ludwig Manzel
Karl Ludwig Manzel, né le 3 juin 1858 à Kagendorf, près d'Anklam et mort le 20 juin 1936 à Berlin, est un sculpteur allemand.

## Biographie
Manzel naît dans un milieu simple. Son père, né à Neustrelitz, est tailleur, et sa mère est la fille d'un paysan de Gnevezin et travailla comme sage-femme. La famille s'installe d'abord à Boldekow, puis en 1867 à Anklam, où Ludwig fréquente le lycée. Son père meurt en 1872 et Manzel se rend à Berlin en 1875, où, étudiant pauvre, il entre à l'école des beaux-arts. Il parvient à vivre grâce à ses dessins qui paraissent dans les journaux Ulk ou Lustige Blätter. Il étudie auprès d'Albert Wolff et Fritz Schaper. Il rencontre un certain succès avec son groupe sculpté En chemin, grâce auquel il remporte le grand prix de l'Académie et une bourse de voyage de la fondation Rohr qui lui permet de visiter Paris, où il demeure et étudie pendant trois ans.
Il devient à partir de 1889 sculpteur indépendant à Berlin. Il est l'auteur, avec Moritz von Reymond (de), de scènes berlinoises, intitulées Les Pavés de Berlin. Il est mis en relation ensuite avec le couple impérial et il sculpte une série de bustes et de bas-reliefs, mais sa véritable percée date du milieu des années 1890. Il est l'auteur de statues de la Berliner Dom  et du Reichstag en 1894, puis reçoit les commandes de plusieurs monuments impériaux dans des villes provinciales de Prusse.
Manzel est nommé comme membre de l'Académie des arts en 1895 et professeur des arts et métiers de Berlin. Il succède à Reinhold Begas comme directeur d'atelier, fonction qu'il occupe jusqu'en 1925. Il compte parmi ses élèves, entre autres, Josef Thorak. IL préside l'académie prussienne des arts de 1912 à 1915 et de 1918 à 1920.

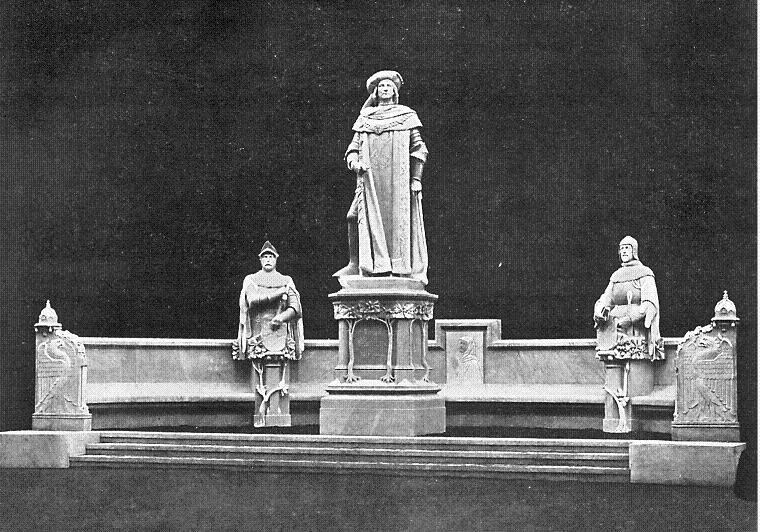
Monument de l'allée de la Victoire dédié à Frédéric Ier de Brandebourg (disparu)

Lorsqu'il est reconnu comme un sculpteur établi, il s'installe à Wilmersdorf à la Kaiserallee, puis dans le quartier de Friedenau, où il habite Görrestraße, comme bien d'autres artistes. Il déménage en 1908 et se fait construire une maison dans le style d'un cottage anglais à Charlottenbourg, rue Sophienstraße. Il fait partie à cette époque du cercle proche de Guillaume II qui lui fait plusieurs commandes.
Dans la dernière période de sa carrière, Manzel se tourne vers la peinture et il peint plusieurs tableaux d'autel, pour des églises de Charlottenbourg.
Ludwig Manzel est enterré au cimetière Sud-Ouest de Stahnsdorf. Sa tombe est couronnée d'une tête de femme qui est issue des premières années de la carrière du sculpteur, et ornée de son portait en plaque de bronze, œuvre de Willibald Fritsch (de). Ce dernier, qui était son élève, l'avait offerte au sculpteur pour son cinquantième anniversaire.

## Famille
Ludwig Manzel épouse en 1902 la fille d'un capitaine de cavalerie de Nakel, Alice Tonn, qui lui donne un fils et deux filles.

## Quelques œuvres

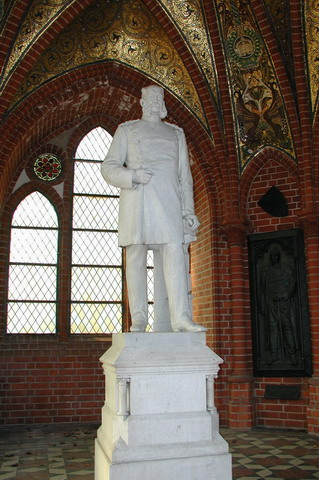
Statue en marbre de Guillaume Ier de la tour de Grunewald

- 1889, La Paix défendue par les armes
- 1894, sculptures d'Apôtres, Berliner Dom
- 1894, statue d'Henri III, Reichstag
- Statue de Guillaume Ier à Anklam, Strasbourg et Bernburg
- 1898, fontaine à Stettin,  (médaille d'or à l'exposition des beaux-arts de Berlin en 1896) détruite en 1942
- 1900, monument N°15 de l'allée de la Victoire (Berlin) représentant Frédéric Ier de Brandebourg, flanqué des bustes du comte de Hohenlohe et de Wend von Ileburg. Le banc en arrière est orné en son milieu d'un bas-relief de la princesse Élisabeth.
- 1906, buste de Guillaume II, copies dans toute l'Allemagne
- Statue de Guillaume Ier à la tour de Grunewald
- Statue du maréchal von Hindenburg, copies dans toute l'Allemagne
- 1909-1923, relief monumental du Christ (deux mètres de haut et douze mètres de large) avec vingt-quatre figures, cimetière Sud-Ouest de Stahnsdorf.
- 1910, Statue équestre de Frédéric III, plusieurs copies en Allemagne
- 1932, tombe de Friedrich Wilhelm Murnau, cimetière Sud-Ouest de Stahnsdorf

## Illustrations

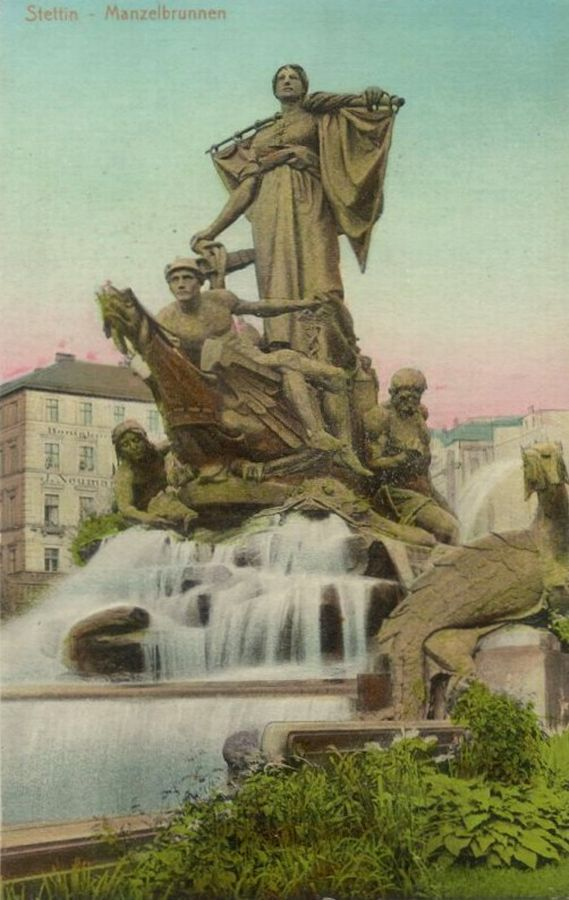
La fontaine de Manzel à Stettin (disparue)
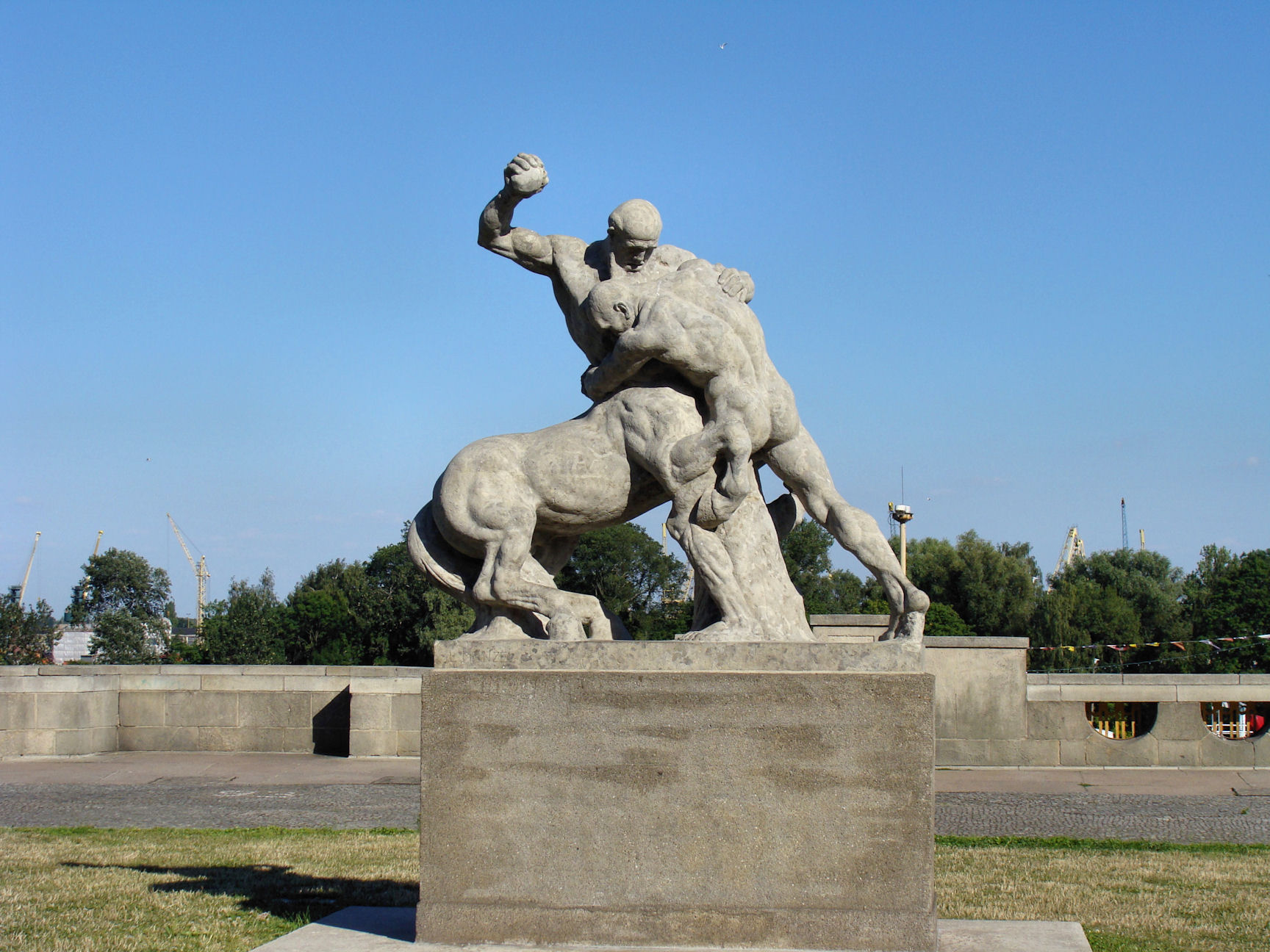
Le combat d'Hercule avec le centaure (Stettin)
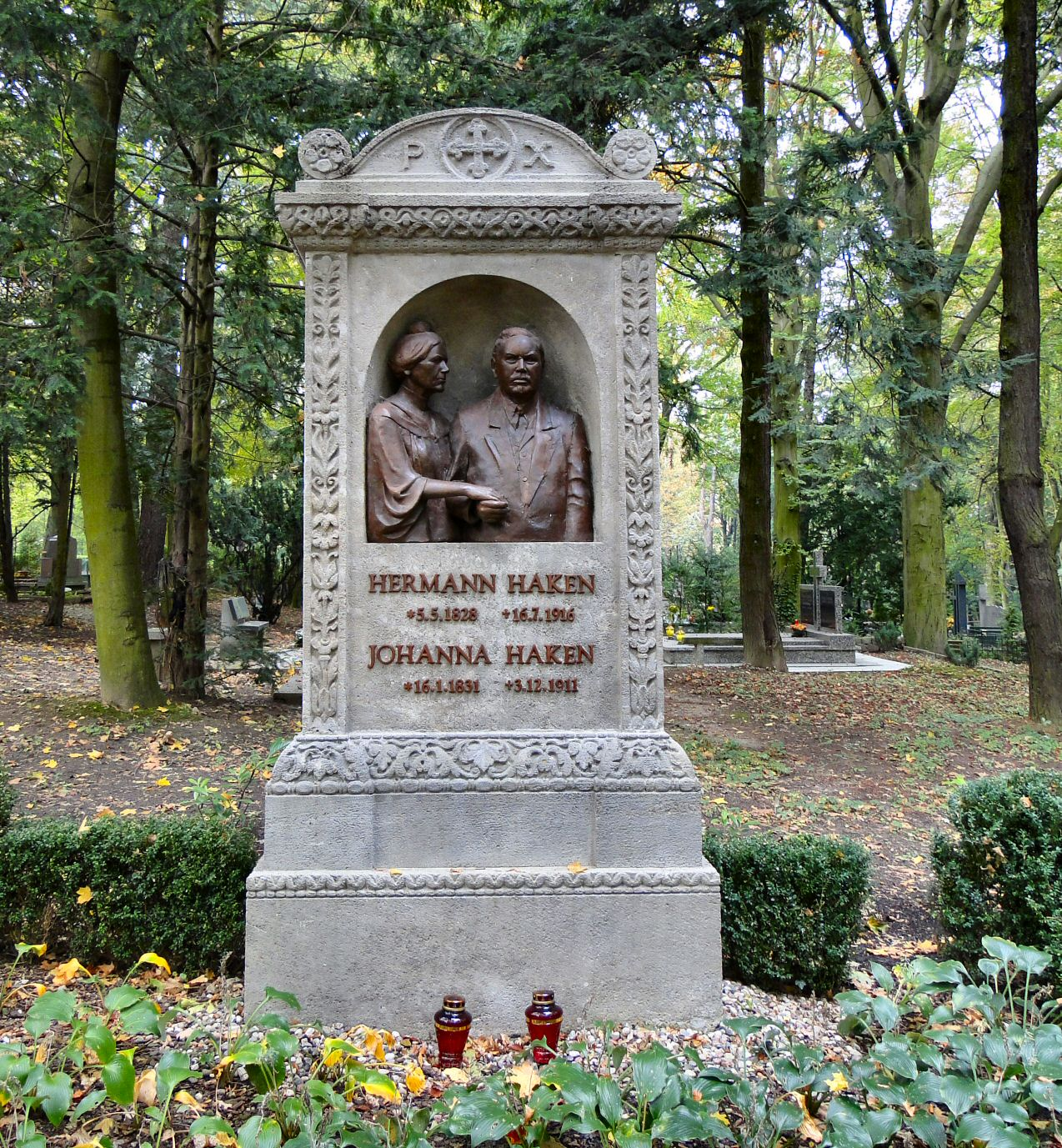
Sépulture Haken au cimetière central de Stettin (aujourd'hui Szczecin)
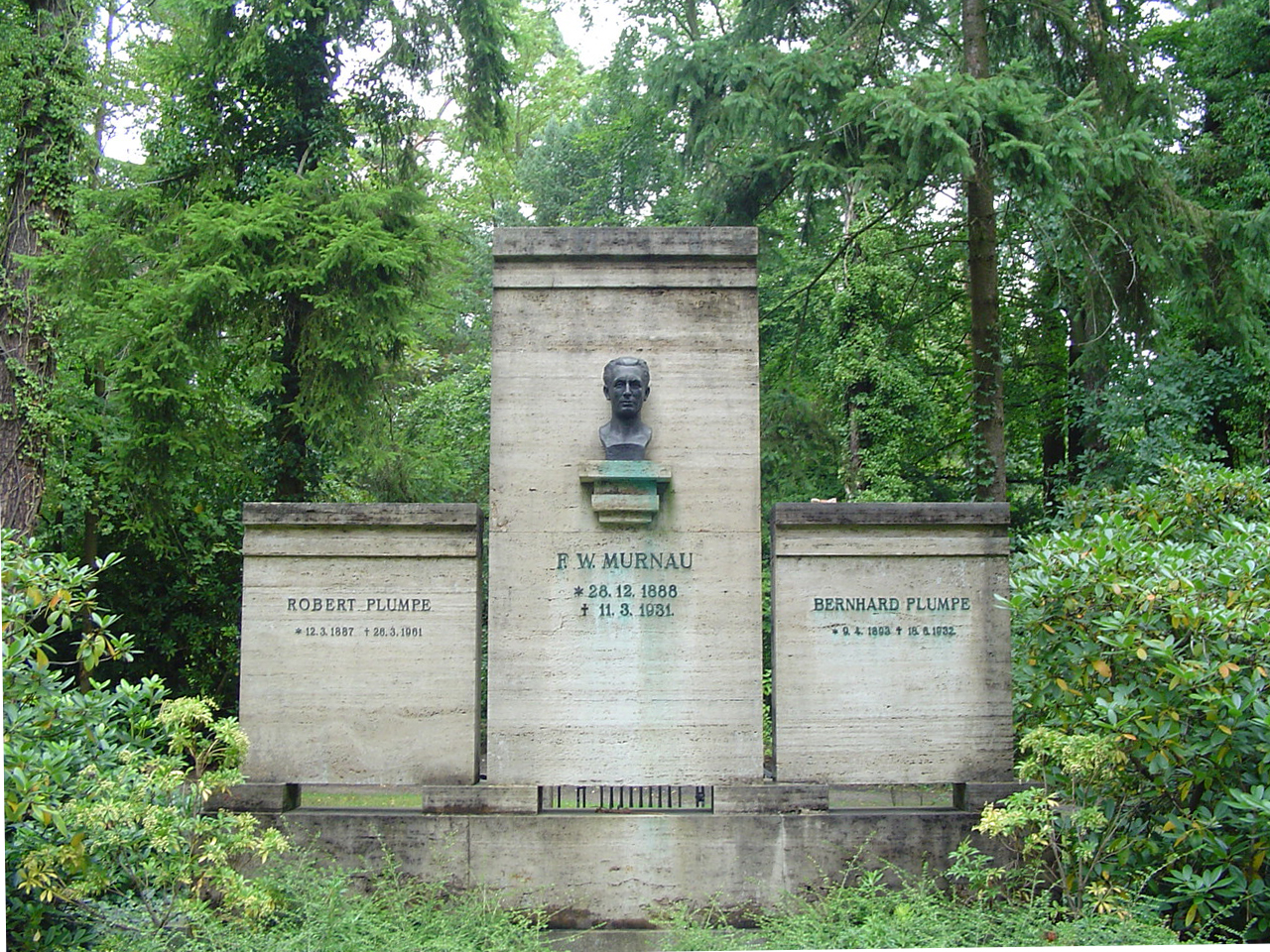
Tombe de Murnau au cimetière Sud-Ouest de Stahnsdorf